# Pierre-Luc Granjon
 (octobre 2023).
Il peut être nécessaire de l'améliorer pour respecter le principe de neutralité de point de vue. Veuillez consulter la page de discussion pour plus de détails.

 (octobre 2023).
Pierre-Luc Granjon, né le 29 mars 1973 à Annemasse est un illustrateur et réalisateur de films d'animation français.

## Biographie
Pierre-Luc Granjon a d'abord étudié à l'École d'Art Appliqués à Lyon, et devient ensuite modeleur pour l'animation en volume au studio Folimage, à Valence. Après quelques années, il décide de réaliser son propre court-métrage : Petite escapade en 2001. Il crée par la suite d'autres courts-métrages en variant les techniques, et réalise également un format en 4 épisodes pour la télévision, les Quatre Saisons de Léon . Plus récemment, il a travaillé avec Mats Grorud pour le long-métrage Wardi, sorti en 2019, sur lequel il est responsable de l'animation en volume.
Il travaille sur un projet de long-métrage, Owen et la Forêt des Loups, au studio Foliascope à Saint-Péray.
Il co-réalise avec Jim Capobianco le long métrage en stop motion Léo, la fabuleuse histoire de Léonard de Vinci dans les studios de Foliascope.

## Techniques
Le réalisateur commence par travailler sur de l'animation en volume, au studio Folimage. Il réalise Petite Escapade, son premier court-métrage, en utilisant cette technique.
Pour le film Wardi, de Mats Grorud, il réalise les parties en volume. Les personnages sont des marionnettes articulées, avec un corps en fil de fer et mousse, et plusieurs têtes en papier mâché, changeables selon l'expression du personnage. La bouche et les sourcils sont en pâte à modeler mélangée avec de la poudre de fer afin d'être aimantés à la tête et que les animateurs puissent les déplacer pour modifier l'expression. Pour chaque personnage il y a deux marionnettes : une pour les plans larges, et une de plus grande taille pour les gros plans.
Pour ses courts-métrages Le Loup Blanc et L'enfant sans bouche, Pierre-Luc Granjon a utilisé la technique du papier découpé.

## Œuvres

### Filmographie
Long-métrage
- 2023 : Léo, la fabuleuse histoire de Léonard de Vinci

Courts-métrages
- 2001 : Petite escapade
- 2003 : Le Château des autres
- 2004 : L’Enfant sans bouche
- 2007 : Le Loup blanc
- 2013 : La Grosse Bête
- 2018 : Le Chien
- 2024: Les bottes de la nuit

Télévision
- 2008 : L'Hiver de Léon avec Pascal Le Nôtre
- 2009 : Le Printemps de Mélie
- 2011 : L'Eté de Boniface avec Antoine Lanciaux
- 2012 : L'Automne de Pougne avec Antoine Lanciaux

### Illustrations
- Super-Beige le retour, Samuel Ribeyron, Le Vengeur Masque, 2011.
- Alfred Hitchcock le maître du cinéma, Hélène Deschamps, A Dos D’âne, 2013

## Récompenses
- 2013 : prix pour un spécial TV pour L'Automne de Pougne avec Antoine Lanciaux au Festival d'Annecy[9]
- Coup de cœur Jeune Public automne 2020 de l'Académie Charles Cros pour La bergère aux mains bleues[10].